# Cupa României 1999-2000
La Cupa României 1999-2000 è stata la 62ª edizione della coppa nazionale disputata tra il 21 settembre 1999 e il 13 maggio 2000 e conclusa con la vittoria della Dinamo Bucarest, al suo ottavo titolo.

## Formula
La competizione si svolse ad eliminazione diretta in gara unica ad eccezione delle semifinali disputate con partite di andata e ritorno. Parteciparono le squadre delle serie inferiori e, a partire dai sedicesimi di finale, quelle della massima serie.

## Sedicesimi di finale
Gli incontri si disputarono il 21 e 22 settembre 1999.
| Squadra 1                    | Risultato | Squadra 2             |
| ---------------------------- | --------- | --------------------- |
| Hondor Agigea                | 3 - 4 dr  | Rapid Bucarest        |
| West Petrom Arad             | 0 - 1     | Steaua Bucarest       |
| AS Curtea de Argeș           | 0 - 3     | Național București    |
| Inter Petrila                | 1 - 3     | Astra Ploiești        |
| Vrancart Adjud               | 0 - 1     | CSM Reșița            |
| Telecom Arad                 | 1 - 3     | Universitatea Craiova |
| Petrolul Berca               | 3 - 2 dts | Farul Constanța       |
| FC Brașov                    | 4 - 1     | FC Onești             |
| Tractorul Brașov             | 1 - 4     | Dinamo Bucarest       |
| Cimentul Fieni               | 1 - 2 dts | Oțelul Galați         |
| Metalul Filipeștii-de-Pădure | 0 - 1     | Petrolul Ploiești     |
| Ceahlăul Piatra-Neamț        | 4 - 1     | FC Extensiv Craiova   |
| Foresta Suceava              | 1 - 2 dts | Argeș Pitești         |
| Progresul șomcuta-Mare       | 0 - 2 dts | FCM Bacău             |
| Oțelul Ștei                  | 0 - 3     | Rocar București       |
| Pandurii Târgu-Jiu           | 1 - 2 dts | Gloria Bistrița       |

## Ottavi di finale
Gli incontri si disputarono il 12 e 13 ottobre 1999.
| Squadra 1             | Risultato | Squadra 2             |
| --------------------- | --------- | --------------------- |
| Rapid Bucarest        | 1 - 0     | Gloria Bistrița       |
| FCM Bacău             | 1 - 0     | Ceahlăul Piatra-Neamț |
| Universitatea Craiova | 1 - 0     | Steaua București      |
| Național București    | 4 - 2     | FC Brașov             |
| Petrolul Berca        | 0 - 2     | Petrolul Ploiești     |
| Dinamo Bucarest       | 3 - 1     | Rocar București       |
| Oțelul Galați         | 2 - 1 dts | Astra Ploiești        |
| Argeș Dacia Pitești   | 1 - 3     | CSM Reșița            |

## Quarti di finale
Gli incontri si disputarono il 10 novembre 1999.
| Squadra 1             | Risultato | Squadra 2          |
| --------------------- | --------- | ------------------ |
| Dinamo Bucarest       | 3 - 2     | Național București |
| Rapid Bucarest        | 2 - 1 dts | FCM Bacău          |
| Universitatea Craiova | 1 - 0     | Petrolul Ploiești  |
| CSM Reșița            | 1 - 2     | Oțelul Galați      |

## Semifinali
Gli incontri di andata si disputarono il 15 marzo mentre quelli di ritorno il 12 aprile 2000.
| Squadra 1             | Totale | Squadra 2       | Andata | Ritorno |
| --------------------- | ------ | --------------- | ------ | ------- |
| Oțelul Galați         | 1 - 5  | Dinamo Bucarest | 0 - 2  | 1 - 3   |
| Universitatea Craiova | 3 - 2  | Rapid Bucarest  | 2 - 0  | 1 - 2   |

## Finale
La finale venne disputata il 13 maggio 2000 a Bucarest.
| Arbitro: | Sorin Corpodean |

|                                              |           |  |
| Marius Niculae 39’ (rig.) Cătălin Hâldan 89’ | Marcatori |  |